# Hygromia
Genre
Hygromia est un genre d'escargots, des mollusques gastéropodes terrestres, de la famille des Hygromiidae.

## Systématique
Le genre Hygromia a été créé par le naturaliste Antoine Risso en 1826, dans le cadre de son Histoire naturelle des principales productions de l'Europe méridionale et particulièrement de celles des environs de Nice et des Alpes Maritimes. Sa création, comme celle du genre Theba, lui a permis de mieux distinguer des espèces très diverses, mais jusqu'alors réunie au sein du même genre Helix créé par Linné, et repris par Draparnaud. 
Hygromia est le genre type de la famille des Hygromiidae, et est classé dans la sous-famille des Hygromiinae et la tribu des Hygromiini, trois taxons créés en 1866 par George Washington Tryon à partir du nom de genre. Une étude de phylogénie moléculaire considère que la sous-famille des Hygromiinae n'est pas monophylétique.
Hygromia a été divisé en deux sous-genres, Hygromia subg Hygromia, avec l'espèce H. cinctella, et Hygromia subg Riedelia (Schileyko, 1972), avec les espèces H. limbata, H. odeca et H. tassyi. 

## Liste d'espèces
Le genre compte cinq espèces européennes vivantes et une espèce fossile: 
- Sous-genre Hygromia
  - Hygromia cinctella (Draparnaud, 1801)
- Sous-genre Riedelia
  - Hygromia limbata (Draparnaud, 1805) (Nord-Est de l'Espagne, Ouest de la France, introduite dans le sud de l'Angleterre)
  - Hygromia odeca (Bourguignat, 1882) - endémique des Pyrénées
  - Hygromia tassyi (Bourguignat, 1884)  - endémique des Pyrénées (Ariège et Andorre)

- Hygromia gofasi (Prieto & Puente, 1992), présente en Andorre, n'est pas encore classée dans un sous-genre.

Une espèce fossile, appelée Hygromia carinatissima, proche de H. cinctella, mais avec une carène encore plus aiguë, a été trouvée dans des alluvions du pliocène dans le Piémont,.
H. gofasi, H. odeca et H. tassyi sont classées comme vulnérables sur la liste rouge de l'UICN.